# Yuri Yankelévich
Yuri Isáievich Yankelévich (translitera al cirílico ruso: Юрий Исаевич Янкелевич) (1909-1973) fue un eminente maestro de violín soviético que nutrió de muchas generaciones de virtuosos de Rusia durante su permanencia en el Conservatorio de Moscú.

## Vida y carrera
Yuri Yankelévich nació en Basilea, Suiza. En 1923 entró en el Conservatorio de Petrogrado en la clase de Ovanés Nalbandián (un estudiante de Leopold Auer). En 1932 se graduó en el Conservatorio de Moscú con el profesor Abram Yampolsky, y terminó su doctorado en 1937. Entre 1930 y 1937 fue violinista asistente de concertino de la Orquesta Filarmónica de Moscú y después se concentró principalmente en las actividades pedagógicas. Desde 1934 fue profesor en la Escuela de Moscú, Conservatorio Central de Música Especial, el Conservatorio de Moscú, Escuela de Música, y en el propio Conservatorio (en un principio como asistente de Yampolsky, y más tarde al frente de su propio estudio y convertirse en el jefe del departamento de violín). También se concentró en serio la teoría de tocar el violín, la creación de una serie de publicaciones metodológicas. El profesor Yankelévich murió en Moscú.

## Estudiantes destacados
- Víktor Tretiakov
- Rubén Aharonyán
- Félix Andrievsky
- Ilyá Grubert
- Natalia Gvozdétskaya
- Ilyá Káler
- Grigori Zhislin
- Leonid Kogan
- Mijaíll Kopelman
- Borís Belkin
- Vladímir Landsman
- Lev Markiz
- Albert Márkov
- Monterrey Cosío Rosendo

- Nelli Shkólnikova
- Vladímir Spivakov
- Eva Graubin
- Arkadi Futer
- Borís Kuníev
- Dora Schwarzberg
- Tarás Gabora
- Tatiana Grindenko
- Borís Garlitsky
- Aleksandr Brussilovsky
- Mijaíl Bezverkhny